# Barkestone-le-Vale
Barkestone-le-Vale – wieś w Anglii, w hrabstwie Leicestershire. Leży 35 km na północny wschód od miasta Leicester i 161 km na północ od Londynu.